# Кермись (река)
Ке́рмись — река в Пензенской, Тамбовской и Рязанской областях России, левый приток Выши (бассейн Волги). Длина реки составляет 55 км. Площадь водосборного бассейна — 652 км².
Устье реки находится в 23 км по левому берегу реки Выша. Высота истока — около 150 м над уровнем моря. Высота устья — 96,5 м над уровнем моря. Уклон реки — 0,98 м/км.
Система водного объекта: Выша → Цна → Мокша → Ока → Волга → Каспийское море.

## Данные водного реестра
По данным государственного водного реестра России относится к Окскому бассейновому округу, водохозяйственный участок реки — Цна от города Тамбов и до устья, речной подбассейн реки — Мокша. Речной бассейн реки — Ока.
Код объекта в государственном водном реестре — 09010200312110000029928.